# Pacific Rim (videojuego)
Pacific Rim es un videojuego de 2013 publicado y desarrollado por Yuke's para Xbox 360 y PlayStation 3 basado en la película Pacific Rim. Es un juego de lucha en el que los jugadores eligen entre los Jaegers y Kaiju de la película.
La versión movil de Pacific Rim: The Mobile Game fue desarrollada por Behavior Interactive y publicada por Reliance Games para iOS y Android. Según el director ejecutivo de Reliance Games, Manish Agarwal, el juego se desarrolla antes de los eventos de la película, y la compañía trabajó extensamente con el director Guillermo del Toro en el diseño y las pruebas del juego.
Se eliminó de la lista de ambas tiendas digitales en 2016.

## Jugabilidad

### Pacific Rim: The Video Game
En el modo de un jugador, el jugador participa en varias batallas cuerpo a cuerpo uno contra uno para ganar puntos de logro y mejoras para sus personajes. Los Jaegers tienen dos barras de salud (ya que requieren dos pilotos) mientras que los Kaijus tienen una. Cada personaje tiene su propio conjunto de ataques especiales. Por ejemplo, "Gipsy Danger" puede disparar su cañón de plasma o usar sus espadas de cadena, mientras que Leatherback puede interrumpir la movilidad de un Jaeger disparando un  pulso electromagnético.

### Pacific Rim: The Mobile Game
Durante la batalla, el jugador usa los botones en pantalla para bloquear o esquivar un ataque Kaiju. Una vez que el Kaiju da una oportunidad, el jugador desliza la pantalla para ejecutar un ataque. La campaña abarca 30 misiones, y el jugador gana dinero en efectivo para mejorar su Jaeger cambiando partes o comprando potenciadores de un solo uso. También se puede recolectar efectivo para comprar Jaegers más poderosos.

## Divulgación
El juego fue anunciado por primera vez por la Junta de clasificación australiana. Un usuario de NeoGAF publicó varias capturas de pantalla del juego, mostrando a los monstruos y robots de la película luchando en varios entornos. El 7 de julio de 2013, se lanzó un avance.

## Recepción

### Pacific Rim: The Video Game
El juego fue recibido con críticas mixtas a negativas. Tiene una puntuación de Metacritic de 39 sobre 100, según 14 reseñas. Jake Magee de IGN le dio una calificación mediocre de 5.3, calificándola de "un vínculo de película endeble que elige concentrarse en misiones de historia repetitivas y sin sentido". Ben Rayner de Xbox 360 le dio una puntuación de 60 de 100, calificándolo de "un juego 'freemium' disfrazado de XBLA".

### Pacific Rim: The Mobile Game
Al igual que su contraparte de consola, "Pacific Rim: The Mobile Game" no le fue bien a los críticos. La versión de iOS tiene una puntuación de Metacritic de 48 de 100, según 12 reseñas. Mike Fahey de Kotaku criticó el juego por su falta de innovación, diciendo que "no es un juego móvil de mal estilo Infinity Blade es sólo otro". Scott Nichols de 'Digital Spy' le dio al juego dos de cinco estrellas, comentando que tiene "un precio muy alto, lo que hace que la estructura del juego gratuito sea bastante insultante para los fanáticos".